# Северный дендрарий
Северный дендрарий (швед. Arboretum Norr) — дендрарий в усадьбе Баггболе на реке Умеэльвен, примерно в 8 километрах к западу от центра шведского города Умео.

## Описание
Северный дендрарий охватывает земли площадью около 20 гектаров, здесь произрастает более 1600 растений около 280 видов, посадка которых осуществлялась на этой территории с 1981 года. Растения в основном из скандинавских стран. Одной из трёх целей основания дендрария был научный интерес — какие виды выживут в экстремальных северных широтах, что, в свою очередь, позволит увеличить разнообразие климатически адаптированных кустов и деревьев в северной Скандинавии. Усадьба в центре парка была ранее офисным зданием, которое занималось лесопильным бизнесом в XIX веке. Двумя другими целями основания дендрария были оказание поддержки изучению деревьев и кустарников и привлечение посетителей в районе села Баггболе.

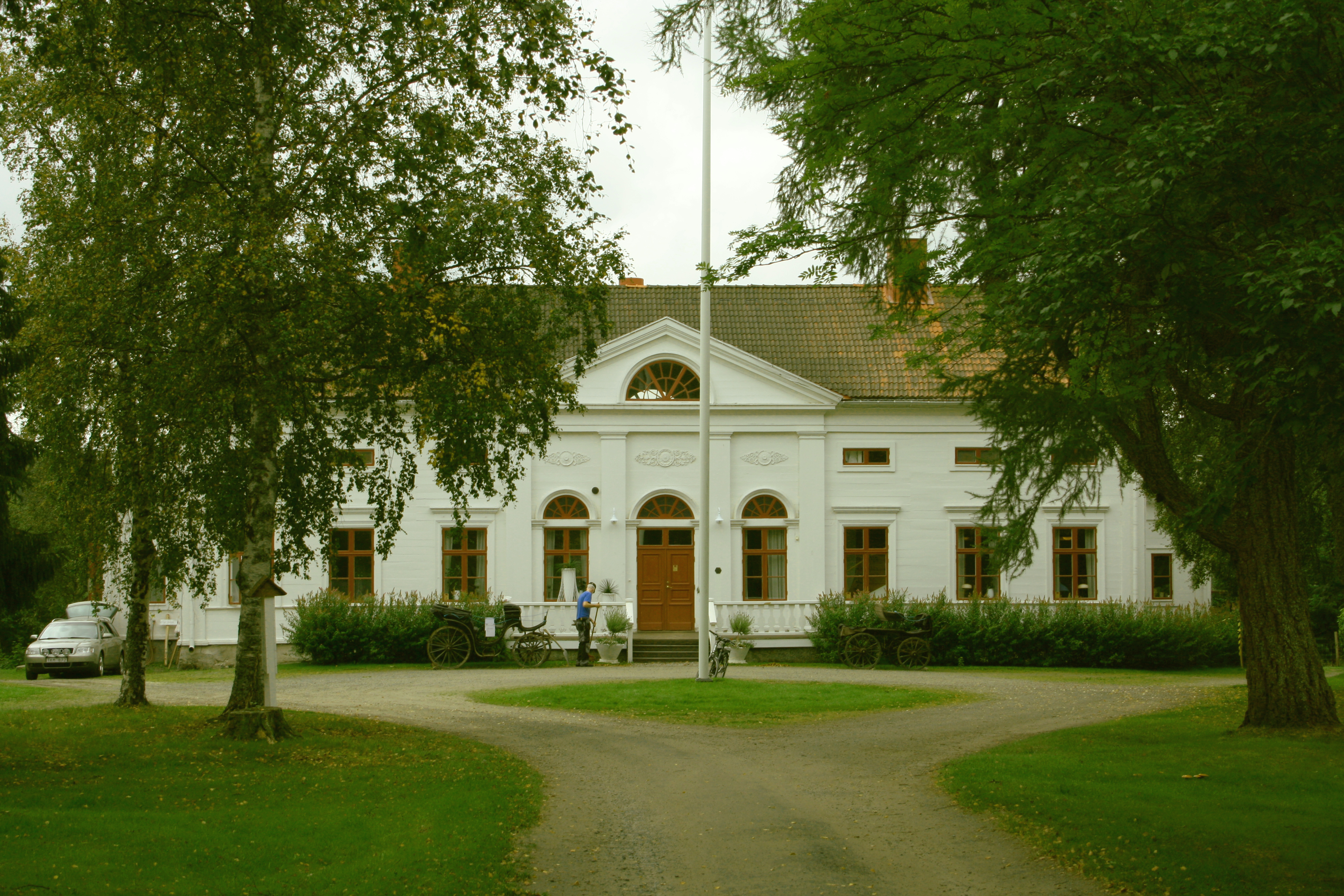
Усадьба Баггболе

Северный дендрарий был основан в 1975 году благодаря сотрудничеству между университетом Умео, Шведским университетом сельскохозяйственных наук в Умео и городским советом. В настоящее время дендрарий находится в ведении фонда и финансируется несколькими муниципалитетами, компаниями и других учреждениями. Структура контролируется кафедрой сельскохозяйственных наук в условиях севера Шведского аграрного университета в Умео.
Парк простирается примерно на милю вдоль берегов реки Умеэльвен. Усадьба Баггболе не входит непосредственно в состав парка и используется в качестве места проведения конференций и как ресторан. Парк находится на северном берегу реки Уре у её порогов.
В 2014 году парк был выбран в качестве места расположения четырёх художественных инсталляций, которые являются частью арт-проекта «Förflyttningar». Проект был запущен под руководством трёх художников, которые намерены связать искусство с природой. Проект получил финансирование, поскольку город Умео был выбран культурной столицей Европы в 2014 году.